# مجلة الإعاقة
مجلة ذا ديسابيليتي راغ (المعروفة أيضاً باسم مجلة راغد إدج) كانت دورية نُشرت بين عام 1980 و2004 كمجلة ورقية تعتمد على الاشتراك، وكمنشور إلكتروني من عام 1997 حتى عام 2007. بالإضافة إلى تغطيتها لحركة حقوق ذوي الإعاقة في الولايات المتحدة، نشرت ذا راغ، كما كانت تُعرف عادة، مجموعة واسعة من المقالات ووجهات النظر من أفراد من ذوي الإعاقة. وقد اعتُبرت واحدة من أهم المنشورات في حركة حقوق ذوي الإعاقة. تأسست دار أفوكادو للنشر، وهي مؤسسة غير ربحية، في عام 1981 لتكون الناشر الرسمي لذي راغ. كما نشرت دار أفوكادو عدداً من الكتب والدراسات حول قضايا الإعاقة.

## التاريخ المبكر
كان العدد الأول من مجلة ذا ديسابيليتي راغ مؤلفاً من أربع صفحات مزدوجة، طُبع في مطبعة سريعة النشر وصدر في كانون الثاني 1980 في مدينة لويفيل، كنتاكي، واحتوى على أخبار لمجتمع النشاط المحلي لذوي الإعاقة في لويفيل، بالإضافة إلى سرد شخصي بعنوان "العيش كلاجئ" لشخص من ذوي الإعاقة. كانت المجلة ثمرة جهد قامت به امرأتان من لويفيل نشطتان في منظمات محلية لذوي الإعاقة: كاس إيرفن، وهي ناجية من شلل الأطفال وكانت تؤمن بضرورة وجود وسيلة لربط الأشخاص من ذوي الإعاقة ببعضهم البعض، وماري جونسون، التي لم تكن من ذوي الإعاقة ولها خلفية في العلاقات العامة. في عام 1994، أُدرج اسم إيرفن ضمن قائمة "خمسين بطلة أمريكية" من قبل مجلة لايديز هوم جورنال، جزئياً بسبب عملها مع مجلة راغ. وبعد بضع سنوات بدأت ذا راغ تحظى باهتمام وطني بفضل جهود إيرفن، التي كانت ناشطة في الائتلاف الأمريكي لمواطني ذوي الإعاقة.

## المحتوى
تسارع نمو مجلة ذا ديسابيليتي راغ على المستوى الوطني في عام 1985 بفضل مقال على الصفحة الأولى في صحيفة وول ستريت جورنال. ومع تحوّلها إلى مجلة وطنية ضمن حركة ذوي الإعاقة، تناولت اهتمامات مجتمع ذوي الإعاقة في القضايا الشخصية والعامة. كانت ذا راغ مزيجاً بين مجلة إخبارية تُغطي النشاطات الناشئة محلياً وعلى المستوى الوطني، ومجلة رأي. في زمن ما قبل وسائل التواصل الاجتماعي، كانت مقالاتها التي كتبها روّاد في مجال حقوق ذوي الإعاقة، وقسم الرسائل إلى المحرر الذي كان نشطاً وغنياً، تناقش السياسات المتعلقة بحقوق ذوي الإعاقة، حيث اقترح النشطاء وناقشوا وطوروا الأيديولوجيات والاستراتيجيات.
غطّت ذا راغ طيفاً واسعاً من القضايا السياسية المتعلقة بذوي الإعاقة، من حملات التبرعات التلفزيونية إلى مسألة المساعدة الطبية على الانتحار، إلى الاحتجاجات على وسائل النقل العام غير المهيأة. وعندما بدأت منظمة أداپت جهوداً وطنية لتغيير سياسات النقل العام، وفّرت ذا راغ تغطية مستمرة للنشطاء وللقضية، وجُمعت هذه التغطية ونُشرت لاحقاً تحت عنوان "ركوب حافلات العامة: المعركة التي بنت حركة"، وكانت هذه أول منشورات سلسلة "مقروءات ذا ديسابيليتي راغ" التي أصدرتها دار أفوكادو للنشر.
ومن القضايا المستمرة التي تناولتها ذا راغ أيضاً تغطية وسائل الإعلام: فقد كانت تنتقد بشكل دائم أو تسخر مما اعتبرته تغطية ضارة أو مضللة للأشخاص ذوي الإعاقة. من بين ميزات المجلة المستمرة قسمان هما: "الأسطورة والإعلام" و"نتمنى لو لم نرَ..."، حيث قاما بنقد التغطية النمطية للأشخاص ذوي الإعاقة بوصفهم إما أبطالاً و"متجاوزين للعقبات" أو ضحايا لأمراض، وسخروا من إعلانات جراحات التجميل أو من الإعلانات الخيرية التي تستخدم الإعاقة كأداة مأساوية لجمع التبرعات.
حثّت المجلة قراءها على رؤية أنفسهم ليس كضحايا مأساة، بل كناجين يواجهون التمييز والعوائق، والتي يمكن للمجتمع أن يزيلها. كما دعت قراءها إلى الاستيقاظ على حقيقة أن حياتهم يمكن أن تكون أفضل حتى بدون علاجات إذا ما ناضلوا من أجل الوصول والتهيئة. وقد حافظ الكارتون المتكرر "ديزابيليتي رات" على هذا التوجه. ذكرت صحيفة وول ستريت جورنال قصة "القارض الراكب للكرسي المتحرك، والذي، وقد أغضبه سرقة مكان وقوفه المخصص، يقوم بتفجير السيارة المخالفة." ولم تتردد ذا راغ في تسليط الضوء على قيمة أيديولوجيتها، فقد كان أحد شعارات إعلانات الاشتراك المبكرة يقول: "ابدأ بقراءة ذا راغ وابدأ بالتفكير."

## الدور في الهوية الذاتية والثقافة
لقد كانت ذا راغ بمثابة منتدى وطني، حيث قدّم النشطاء والمفكرون البارزون والعلماء في مجال حقوق ذوي الإعاقة مقالاتهم، وتفاعلوا مع المواد المنشورة ورسائل القراء التي ظهرت في ذا راغ، ونمت المجلة لتصبح منفذاً مهماً للتعبير الإبداعي عن ثقافة الإعاقة، بما في ذلك المقالات، والقصص الخيالية، والشعر، والأعمال الفنية التي تعكس تجربة الإعاقة. (في عام 1994 أصدرت دار أفوكادو للنشر مختارات من هذه الكتابات تحت عنوان مختارات راغد إدج). مايك إيرفن، في مراجعته للكتاب في مجلة ذا بروغريسيف، وصف ذا راغ بأنها "إنجيل المتطرفين من ذوي الإعاقة."
العديد من الأشخاص ذوي الإعاقة تعرفوا لأول مرة إلى ثقافة الإعاقة من خلال مجلة ذا ديسابيليتي راغ، ومن بينهم ستيفن إي براون، الذي كتب أن "ذا ديسابيليتي راغ نشرت قصصاً لأرواح متشابهة" وأشار إلى أنه "كان يتمنى أن يكتب لها يوماً ما."
بوب روفنر، الذي كان حينها مدير الشؤون العامة في لجنة الرئيس لتوظيف الأشخاص ذوي الإعاقة، وصف ذا راغ بأنها "صوت قوي لأولئك الذين قد لا يكونون مرتبطين بالعديد من المجموعات المنظمة تنظيماً جيداً."
وقال: "إنها حازمة جداً في القول إن على الأشخاص ذوي الإعاقة أن يخرجوا من أحلامهم ويواجهوا المجتمع باحتياجاتهم"، مضيفاً أن "الأفكار الطوباوية – تلك التي يمكن ترجمتها إلى أفعال اجتماعية – تبدأ في أماكن مثل ذا راغ."
"كيف يمكنك بناء حركة بين أشخاص تم إقصاؤهم؟ هدفها هو إشعال شرارة"، هذا ما قاله لصحيفة واشنطن بوست في سنة 1986.

## الانتقادات
اعتُبرت ذا راغ "يسارية بشدة على الطيف السياسي." وبسبب نبرتها التي لا تتسامح، كانت ذا راغ عرضة للانتقاد المتكرر. شعر البعض أن طريقتها "الحادة والعفوية" كانت غير مثمرة؛ وأن نبرتها الاتهامية قللت من تأثير رسالتها. واشتكى قراء آخرون من أنها كانت تفتقر إلى روح الفكاهة.
وكان لدى كثيرين تحفظات جدية بشأن شدة رسالتها حول الفخر بالإعاقة، والتي شعروا أنها تجاوزت الحدود عندما تخلّت عن مفهوم العلاج. وقد أزعج النقّاد أن ذا راغ كانت تحتفل بالإعاقة إلى درجة أنها اتخذت مواقف ضد حملات التبرعات التي تسعى للعلاج، مثل حملات التليثون.
ونظراً لأن ذا راغ لم تتردد في انتقاد شخصيات داخل حركة ذوي الإعاقة اعتبرتها "عمو تيني تيمز" أو آرائهم التي رأت أنها تمثل سياسات خاطئة تجاه قضايا الإعاقة، فقد كان النشطاء في حركة ذوي الإعاقة يغضبون عندما يجدون أنفسهم هدفاً للنقد.

غلاف عدد يوليو 1981

## النمو والتغييرات
مع توسع نطاق مجلة ذا راغ، قامت بتوظيف مدير للتوزيع، واستحوذت على مكتب. وبحلول عام 1990، كانت دار أفوكادو للنشر توظف عدداً من الموظفين في التحرير والتوزيع لصالح مجلة ذا راغ.
غادرت ماري جونسون، محررة ذا راغ لفترة طويلة، منصبها في عام 1993، وتسلّم ديف ماثايس رئاسة التحرير. تولى باريت شو رئاسة التحرير في عام 1994، ثم خَلَفه إيريك فرانسيس في عام 1996. وفي عام 1997، عادت جونسون إلى منصبها كمحررة، وبقيت فيه حتى توقّف النشر الورقي في نهاية عام 2004.
في عام 1989، غيّرت مجلة ذا ديسابيليتي راغ اسمها الرئيسي إلى ذا ديسابيليتي راغ آند ريسورس، ثم في عام 1995 غيّرت اسمها إلى مجلة راغد إدج مع إطلاق موقعها الإلكتروني راغد إدج أونلاين. بدأت المجلة في تجربة أغلفة ملوّنة، ووصل عدد مشتركيها المدفوعين إلى نحو 6000 مشترك.
أسفرت جهود جمع التبرعات التي قامت بها دار أفوكادو للنشر غير الربحية، والتي بدأت في منتصف الثمانينيات، عن عدد من الهبات المالية من أعضاء قدامى ومن مجموعات تقدمية ونشِطة. كما تلقت دار أفوكادو منحاً مالية لدعم عملها في مجالي الإعلام والإعاقة.
نشرت دار أفوكادو للنشر كتاب تغطية قضايا الإعاقة: مناهج وقضايا (1989)، وأشخاص غرباء يحملون كتباً (من تأليف نانسي غال-كلايتون، 1990)، ومهارات إعلامية: منهاج تدريبي ذاتي (1991)، كما جُمعت تغطية ذا راغ لـ"معركة الحافلات" لاحقاً ضمن أول مختارات تصدرها دار أفوكادو بعنوان ركوب حافلات العامة: المعركة التي بنت حركة.
نُشرت مجلة راغد إدج كدورية حتى عام 2003. وفي عام 2004، أصدرت دار أفوكادو للنشر ثلاثة أعداد أكبر حجماً تحت عنوان "مختارات راغد إدج"، وفي نهاية عام 2004 توقّف النشر الورقي، مع استمرار موقع راغد إدج أونلاين في نشر محتوى جديد لمدة عامين إضافيين. الموقع الكامل لراغد إدج أونلاين متاح على موقع archive.org.

## الجوائز والتكريمات
في عام 1993، فازت مجلة ذا ديسابيليتي راغ بجائزة أوتن ريدر للصحافة البديلة كأفضل منشور في فئة الاهتمامات الخاصة. ووصفت مجلة أوتن المجلة بأنها "مقنعة، صريحة، وتقاوم القوالب النمطية بفرح، وتتميز صفحاتها بالسخرية اللاذعة والتفكير الواضح."
في عام 1998، أُدرجت مختارات راغد إدج كـ"كتاب بارز حول موضوع حقوق الإنسان في أمريكا الشمالية" من قبل مركز غوستافوس مايرز لدراسة حقوق الإنسان.

## الحضور الإلكتروني
أُطلق موقع راغد إدج في عام 1997 تحت اسم "إلكتريك إدج" قبل أن يستقر على اسم "راغد إدج أونلاين." وبالإضافة إلى تقديم نسخ رقمية من الإصدارات الورقية، وفّر موقع راغ تغطيات إخبارية ونقاشات موسّعة حول المواضيع الرائجة في حركة حقوق ذوي الإعاقة، إلى جانب تدوينات كتبها نشطاء في مجال الإعاقة.

## الأرشيف
يمكن العثور على قائمة كاملة بعناوين منشورات دار أفوكادو التي لا تزال قيد الطباعة على الإنترنت. كما تتوفر أرشيفاتها الكاملة من الدوريات والعديد من عناوينها الأخرى على الإنترنت من خلال منصة ألكسندر ستريت برس. في عام 2015، استحوذت مكتبة بانكروفت على أوراق وأرشيفات دار أفوكادو للنشر، بما في ذلك أرشيف المجلات.